# Österrikiska kustlandet
Österrikiska kustlandet (tyska: Österreichisches Küstenland, italienska: Litorale austriaco, slovenska: Avstrijsko primorje, kroatiska: Austrijsko primorje) eller bara Kustlandet (tyska: Küstenland, italienska: Litorale, slovenska: Primorska, kroatiska: Primorje) var ett kronland och administrativ enhet inom kejsardömet Österrike och sedermera Österrike-Ungern från 1813 till 1867 och från 1867 till 1918 respektive. Det österrikiska kustlandet omfattade den kejserliga riksstaden Trieste med omgivningar, markgrevskapet Istrien och grevskapet Görz och Gradisca med städerna Görz och  Gradisca. Dessa var tre separata administrativa enheter inom kejsardömet Österrike men lydde under en gemensam kejserlig guvernör som hade sitt säte i Trieste.

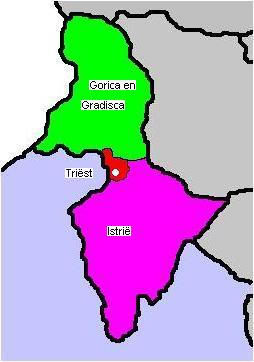
Österrikiska kustlandet 1914 med riksstaden Trieste (röd), markgrevskapet Istrien (lila) och grevskapet Görz och Gradisca (grönt).

Efter första världskriget och Österrike-Ungerns sammanbrott 1918 erövrades det österrikiska kustlandet av Italien. Efter andra världskriget delades regionen upp mellan Jugoslavien och Italien. Efter Jugoslaviens sammanbrott på 1990-talet delas kustlandet mellan Slovenien, Kroatien och Italien.

## Demografi
Det österrikiska kustlandet var en multietnisk region och de största folkgrupperna var italienare, slovener, kroater och tyskar.  

## Guvernörer
- Johann von Grimschitz (1849-1850)
- Franz Graf Wimpffen (1850-1854)
- Eduard von Bach (1867-1868)
- Alfred von Fries-Skene (1915-1918)